# حزب الديمقراطية والتجمع
حزب الديمقراطية والتجمع (بالفرنسية: Parti pour la démocratie et le rassemblement)‏ كان حزبا سياسيا في بوركينا فاسو بقيادة داودة بيلي.

## التاريخ
تم تشكيل الحزب في 27 أغسطس 1993 من قبل بيلي، أحد نائبي حزب الاستقلال الأفريقي.
في عام 1996 اندمج في المؤتمر للديمقراطية والتقدم.